# Военные награды Италии
Военные награды Италии — награды Италии предназначенные для награждения военнослужащих Италии и иных государств.

## Военный орден Италии
Кавалер Большого креста Военного ордена Италии (итал. Cavaliere di Gran Croce dell'Ordine militare d'Italia)
 Великий офицер Военного ордена Италии (итал. Grande Ufficiale dell'Ordine militare d'Italia)
 Командор Военного ордена Италии (итал. Commendatore dell'Ordine militare d'Italia)
 Офицер Военного ордена Италии (итал. Ufficiale dell'Ordine militare d'Italia)
 Кавалер Военного ордена Италии (итал. Cavaliere dell'Ordine militare d'Italia)

## Медали «За воинскую доблесть»
Золотая медаль «За воинскую доблесть» (итал.  Medaglia d'oro al valor militare)
 Золотая медаль «За доблестную службу в армии» (итал. Medaglia d'oro al valore dell'esercito)
 Золотая медаль «За доблестную службу на флоте» (итал. Medaglia d'oro al valore di marina)
 Золотая медаль «За доблестную службу в авиации» (итал. Medaglia d'oro al valore aeronautico)
 Золотая медаль «За доблестную службу в корпусе карабинеров» (итал. Medaglia d'oro al valore dei carabinieri)
 Серебряная медаль «За воинскую доблесть» (итал. Medaglia d'argento al valor militare)
 Серебряная медаль «За доблестную службу в армии» (итал. Medaglia d'argento al valore dell'esercito)
 Серебряная медаль «За доблестную службу на флоте» (итал. Medaglia d'argento al valore di marina)
 Серебряная медаль «За доблестную службу в авиации» (итал. Medaglia d'argento al valore aeronautico)
 Серебряная медаль «За доблестную службу в корпусе карабинеров» (итал. Medaglia d'argento al valore dei carabinieri)
 Бронзовая медаль «За воинскую доблесть» (итал. Medaglia di bronzo al valor militare)
 Бронзовая медаль «За доблестную службу в армии» (итал. Medaglia di bronzo al valore dell'esercito)
 Бронзовая медаль «За доблестную службу на флоте» (итал. Medaglia di bronzo al valore di marina)
 Бронзовая медаль «За доблестную службу в авиации» (итал. Medaglia di bronzo al valore aeronautico)
 Бронзовая медаль «За доблестную службу в корпусе карабинеров» (итал. Medaglia di bronzo al valore dei carabinieri)

## Медаль «За гражданскую доблесть»
Золотая медаль «За гражданскую доблесть» (итал. Medaglia d'oro al valor civile)
 Серебряная медаль «За гражданскую доблесть» (итал. Medaglia d'argento al valor civile)
 Бронзовая медаль «За гражданскую доблесть» (итал. Medaglia di bronzo al valor civile)

## Кресты «За воинскую доблесть»
Крест «За воинскую доблесть» (итал. Croce al valor militare)
 Крест «За боевые заслуги» (итал. Croce al merito di guerra) —  Крест «За боевые заслуги» (второе награждение) (итал.  Croce al merito di guerra)
 Золотой крест «За заслуги перед армией» (итал. Croce d'oro al merito dell'esercito)
 Золотой крест «За заслуги перед флотом» (итал. Croce d'oro al merito della marina)
 Золотой крест «За заслуги перед авиацией» (итал. Croce d'oro al merito dell'aeronautica)
 Золотой крест «За заслуги перед корпусом карабинеров» (итал. Croce d'oro al merito dei carabinieri)
 Серебряный крест «За заслуги перед армией» (итал. Croce d'argento al merito dell'esercito)
 Серебряный крест «За заслуги перед флотом» (итал. Croce d'argento al merito della marina)
  Серебряный крест «За заслуги перед авиацией» (итал. Croce d'argento al merito dell'aeronautica)
 Серебряный крест «За заслуги перед корпусом карабинеров» (итал. Croce d'argento al merito dei carabinieri)
 Бронзовый крест «За заслуги перед армией» (итал. Croce di bronzo al merito dell'esercito)
 Бронзовый крест «За заслуги перед флотом» (итал. Croce di bronzo al merito della marina)
 Бронзовый крест «За заслуги перед авиацией» (итал. Croce di bronzo al merito dell'aeronautica)
 Бронзовый крест «За заслуги перед корпусом карабинеров» (итал. Croce di bronzo al merito dei carabinieri)

## Медаль «За гражданские заслуги»
Золотая медаль «За гражданские заслуги» (итал. Medaglia d'oro al merito civile)
 Серебряная медаль «За гражданские заслуги» (итал. Medaglia d'argento al merito civile)
 Бронзовая медаль «За гражданские заслуги» (итал. Medaglia di bronzo al merito civile)

## Орден «За заслуги перед Итальянской Республикой»
Кавалер Большого креста декорированного большой лентой ордена «За заслуги перед Итальянской Республикой» (итал. Cavaliere di Gran Croce decorato di Gran Cordone)
 Кавалер Большого креста ордена «За заслуги перед Итальянской Республикой» (итал. Cavaliere di Gran Croce dell'Ordine al merito della Repubblica Italiana) (старая лента)
 Великий офицер ордена «За заслуги перед Итальянской Республикой» (итал. Grand'ufficiale dell'Ordine al merito della Repubblica Italiana) (лента использовавшаяся до принятия декрета Президента Италии от 30 марта 2001, № 173)
 Командор ордена «За заслуги перед Итальянской Республикой» (итал. Commendatore dell'Ordine al merito della Repubblica Italiana) (старая лента)
 Офицер ордена «За заслуги перед Итальянской Республикой» (итал. Ufficiale dell'Ordine al merito della Repubblica Italiana) (старая лена)
 Кавалер ордена «За заслуги перед Итальянской Республикой» (итал. Cavaliere dell'Ordine al merito della Repubblica Italiana) (старая лента)

## Орден Витторио Венето
Кавалер ордена Витторио Венето (итал. Cavaliere dell'Ordine di Vittorio Veneto)

## Орден Святых Маврикия и Лазаря
Кавалер Большого креста ордена Святых Маврикия и Лазаря (итал. Cavaliere di gran Croce dell'Ordine dei SS Maurizio e Lazzaro)
 Великий офицер Святых Маврикия и Лазаря (итал. Grand'ufficiale dell'Ordine dei SS Maurizio e Lazzaro)
 Командор ордена Святых Маврикия и Лазаря (итал. Commendatore dell'Ordine dei SS Maurizio e Lazzaro)
 Офицер ордена Святых Маврикия и Лазаря (итал. Ufficiale dell'Ordine dei SS Maurizio e Lazzaro)
 Кавалер ордена Святых Маврикия и Лазаря (итал. Cavaliere dell'Ordine dei SS Maurizio e Lazzaro)

## Высший орден Святого Благовещения
Высший орден Святого Благовещения (итал. Ordine Supremo della Santissima Annunziata)

## Орден Короны Италии
- Кавалер Большого креста ордена Короны Италии (итал. Cavaliere di Gran Croce dell'Ordine della Corona d'Italia)

 Республика
 Королевство
- Великий офицер ордена Короны Италии (итал. Grande ufficiale dell'Ordine della Corona d'Italia)

 Республика
 Королевство
- Командор ордена Короны Италии (итал. Commendatore dell'Ordine della Corona d'Italia)

 Республика
 Королевство
- Офицер ордена Короны Италии (итал. Ufficiale dell'Ordine della Corona d'Italia)

 Республика
 Королевство
- Кавалер ордена Короны Италии (итал. Cavaliere dell'Ordine della Corona d'Italia)

 Республика
 Королевство

## Медаль Св. Маврикия (Маврикианская медаль)
Маврикианская медаль заслуг за 10 пятилетий безупречной военной карьеры (итал. Medaglia Mauriziana al Merito di 10 lustri di Carriera Militare)

## Орден «Звезда итальянской солидарности»
Великий офицер ордена «Звезда итальянской солидарности» итал. Grande ufficiale dell'Ordine della Stella della Solidarietà Italiana
 Командор ордена «Звезда итальянской солидарности» итал. Commendatore dell'Ordine della Stella della Solidarietà Italiana
 Кавалер ордена «Звезда итальянской солидарности» итал. Cavaliere dell'Ordine della Stella della Solidarietà Italiana

## Награды Итальянского красного креста
Большой крест «За заслуги перед Красным крестом» (итал. Gran Croce al merito della Croce Rossa)
 Золотая медаль «За заслуги перед Красным крестом» (вручается во время войны) (итал. Medaglia d'oro al merito della Croce Rossa Italiana)
 Золотая медаль «За заслуги перед Красным крестом» (итал. Medaglia d'oro al merito della Croce Rossa Italiana)
 Серебряная медаль «За заслуги перед Красным крестом» (итал. Medaglia d'argento al merito della Croce Rossa Italiana)
 Бронзовая медаль «За заслуги перед Красным крестом» (итал. Medaglia di bronzo al merito della Croce Rossa Italiana)
 Крест в память операций по оказанию гуманитарной помощи (итал. Croce commemorativa operazioni di soccorso umanitario)

## Награды за долголетнюю службу
Медаль заслуг за долголетнее командование в армии (20 лет) (итал. Medaglia al merito di lungo comando nell'esercito (20 anni))
 Медаль заслуг за долголетнее командование в армии (15 лет) (итал. Medaglia al merito di lungo comando nell'esercito (15 anni))
 Медаль заслуг за долголетнее командование в армии (10 лет) (итал. Medaglia al merito di lungo comando nell'esercito (10 anni))
 Почётная медаль за долголетнее судовождение (20 лет) (итал. Medaglia d'onore di lunga navigazione (20 anni))
 Почётная медаль за долголетнее судовождение (15 лет) (итал. Medaglia d'onore di lunga navigazione (15 anni))
 Почётная медаль за долголетнее судовождение (10 лет) (итал. Medaglia d'onore di lunga navigazione (10 anni))
 Медаль военной авиации за долголетнее самолётовождение (20 лет) (итал. Medaglia militare aeronautica per lunga navigazione aerea (20 anni))
 Медаль военной авиации за долголетнее самолётовождение (15 лет) (итал. Medaglia militare aeronautica per lunga navigazione aerea (15 anni))
 Медаль военной авиации за долголетнее самолётовождение (10 лет) (итал. Medaglia militare aeronautica per lunga navigazione aerea (10 anni))
Медаль заслуг за долголетнюю службу военным парашютистом (25 лет) (итал. Medaglia al merito di lunga attività di paracadutismo militare (25 anni))
Медаль заслуг за долголетнюю службу военным парашютистом (15 лет) (итал. Medaglia al merito di lunga attività di paracadutismo militare (15 anni))
Медаль заслуг за долголетнюю службу военным парашютистом (10 лет) (итал. Medaglia al merito di lunga attività di paracadutismo militare (10 anni))
 Золотой крест за выслугу лет (для офицеров и унтер-офицеров, 40 лет выслуги) (итал. Croce d'oro per anzianità di servizio (ufficiali e sottufficiali, 40 anni))
 Золотой крест за выслугу лет (для офицеров и унтер-офицеров, 25 лет выслуги) (итал. Croce d'oro per anzianità di servizio (ufficiali e sottufficiali, 25 anni))
 Серебряный крест за выслугу лет (для рядового состава, 25 лет выслуги) (итал. Croce d'argento per anzianità di servizio (truppa, 25 anni))
 Серебряный крест за выслугу лет (для офицеров, унтер-офицеров и рядового состава, 16 лет выслуги) (итал. Croce d'argento per anzianità di servizio (ufficiali, sottufficiali e truppa, 16 anni))

## Награды в области здравоохранения
Золотая медаль за заслуги в области здоровья нации и общественного здравоохранения (итал. Medaglia d'oro per i benemeriti della salute pubblica e al merito della sanità pubblica)
 Серебряная медаль за заслуги в области здоровья нации и общественного здравоохранения (итал. Medaglia d'argento per i benemeriti della salute pubblica e al merito della sanità pubblica)
 Бронзовая медаль за заслуги в области здоровья нации и общественного здравоохранения (итал. Medaglia di bronzo per i benemeriti della salute pubblica e al merito della sanità pubblica)

## Награды за участие в кампаниях

### Награды за участие в операциях по поддержанию мира
Медаль в память операции по поддержанию мира (итал. Medaglia commemorativa operazioni di pace)
Медаль в память операции по поддержанию мира (итал. Medaglia commemorativa operazioni di pace) (за участие в 2 операциях)
Медаль в память операции по поддержанию мира (итал. Medaglia commemorativa operazioni di pace) (за участие в 3 операциях)
Медаль в память операции по поддержанию мира (итал. Medaglia commemorativa operazioni di pace) (за участие более чем в 3 операциях)
Медаль в память участия в ликвидации бедствий итал. Medaglia commemorativa interventi per pubbliche calamità
Медаль в память участия в операциях по поддержанию общественного порядка итал. Medaglia commemorativa operazioni di ordine pubblico
Медаль в память операции помощи в Фриули (1976) итал. Medaglia commemorativa operazioni di soccorso in Friuli (1976)
Медаль в память операции помощи в Кампании (1980) итал. Medaglia commemorativa operazioni di soccorso in Campania (1980)
Медаль за заслуги при чрезвычайной ситуации на Этне (1991—1992) итал. Medaglia di benemerenza emergenza Etna (1991—1992)
Медаль в память вмешательства в Умбрии/Марке (МВД Италии) (итал. Medaglia commemorativa intervento in Umbria/Marche (Min. Interno))
Медаль в память операции в Ливане (итал. Medaglia commemorativa operazioni in Libano)
 Медаль в память операции в Сомали (итал. Medaglia commemorativa operazioni in Somalia)
Медаль в память операции в Албании (итал. Medaglia commemorativa operazioni in Albania)

### Награды НАТО
Памятная медаль НАТО Югославия (итал. Medaglia commemorativa NATO Jugoslavia)
Памятная медаль НАТО Босния и Герцеговина (итал. Medaglia commemorativa NATO Bosnia Herzegovina)
Памятная медаль НАТО Косово (итал. Medaglia commemorativa NATO Kosovo)
Памятная медаль НАТО Македония (итал. Medaglia commemorativa NATO Macedonia)
Памятная медаль НАТО Косово 2003 (итал. Medaglia commemorativa NATO Kosovo 2003)

### Награды ООН
Памятная медаль ООН Ливан (итал. Medaglia commemorativa ONU Libano)
Памятная медаль ООН Ливан, Сирия, Израиль, Египет (итал. Medaglia commemorativa ONU Libano, Siria, Israele, Egitto)
Памятная медаль ООН Индия—Пакистан (итал. Medaglia commemorativa ONU India-Pakistan)
Памятная медаль ООН Намибия (итал. Medaglia commemorativa ONU Namibia)
Памятная медаль ООН Ирак—Кувейт (итал. Medaglia commemorativa ONU Iraq-Qwait)
Памятная медаль ООН Западная Сахара (итал. Medaglia commemorativa ONU Sahara Occidentale)
Памятная медаль ООН Сомали (итал. Medaglia commemorativa ONU Somalia)
Памятная медаль ООН Мозамбик (итал. Medaglia commemorativa ONU Mozambico)
Памятная медаль ООН Эритрея (итал. Medaglia commemorativa ONU Eritrea)
Памятная медаль ООН Конго (итал. Medaglia commemorativa ONU Congo)
Памятная медаль ООН Иран—Ирак (итал. Medaglia commemorativa ONU Iran Iraq)
Памятная медаль ООН для персонала служащего в Нью-Йорке (итал. Medaglia commemorativa ONU Personale in servizio a New York)

### НаградыЕвропейского союза
Памятная медаль Европейского союза «Миссия наблюдателей в бывшей Югославии» (итал. Medaglia commemorativa dell'Unione europea Monitor Mission in ex Jugoslavia)
 Памятная медаль Европейского союза «FYROM» (итал. Medaglia commemorativa dell'Unione europea missione Concordia - FYROM)
 Памятная медаль Европейского союза «Босния» (итал. Medaglia commemorativa dell'Unione europea missione Althea - Bosnia)
 Памятная медаль Европейского союза «Миссия наблюдателей в Судане» (итал. JMM/JMC monitor mission Sudan
Медаль в память научных исследований в Антарктиде (итал. Medaglia commemorativa campagna di ricerca scientifica in Antartide)

## Мальтийский орден
Суверенный Военный Орден госпитальеров Святого Иоанна Иерусалимского, Родосский и Мальтийский (итал. Ordine di Malta, Soverano Militare Ordine de San Giovanni di Gerusalemme, di Rodo e di Malta)
 Орден «За заслуги» (военный класс) (итал. Ordine al merito melitense, classe militare) (В гражданском классе цвета ленты меняются местами).

## НаградыСвятого Престола
Орден Святого папы Сильвестра (итал. Ordine di San Silvestro papa)
 Иерусалимский орден рыцарей Гроба Господня (итал. Ordine Equestre del Santo Sepolcro di Gerusalemme)